# Les Amants de minuit
Pour la chanson représentant le Luxembourg à l'Eurovision 1956, voir Les Amants de minuit (chanson).
Pour plus de détails, voir Fiche technique et Distribution.
Les Amants de minuit est un film français réalisé par Roger Richebé, sorti en 1953.
Le film suit Marcel, riche et désœuvré, qui invite une jeune vendeuse, Françoise, à passer le réveillon avec lui. Mais il lui avoue, le lendemain qu'il n'est qu'un trafiquant de faux billets.

## Synopsis
Paris le 24 décembre 1952 : Marcel Dulac, arrivé au Bourget en provenance de Dakar, en escale à Paris, descend dans un hôtel du quartier de l’Étoile et va, puisque c’est le soir du réveillon de Noël, choisir des cadeaux Chez Paul, une boutique de mode des Champs-Élysées. Séduisant garçon, il trouve fort agréable Monique, la jolie vendeuse. Puis, Marcel se rend chez Irène, une ancienne maîtresse, pour essayer de renouer avec elle mais Il est poliment éconduit. Il se retrouve seul, désœuvré, errant dans la ville. Les patrons du magasin, M. et Mme Paul, partent réveillonner. Monique est aussi pressée tandis que Françoise Letanneur, la deuxième vendeuse et coursière de la maison, accepte de rester à sa place pour fermer le magasin.
De retour à la boutique, Marcel est déçu de constater l’absence de Monique. Il découvre à la place une jeune et discrète vendeuse, seule dans la vie car personne ne l’attend pour le réveillon de Noël. Émue par sa tristesse et ne voulant pas réveillonner seul, il décide de la séduire en lui offrant la superbe robe exposée en vitrine dont Françoise rêvait depuis si longtemps et il entraîne sa Cendrillon dans un des plus chics cabarets parisiens.
Cette longue nuit, tant redoutée par Françoise, se transforme en conte de fées. Cependant, Françoise croise dans ce même cabaret son patron, M. Paul, étonné de la voir en ce lieu, de surcroît avec une robe de sa collection. Françoise tente, maladroitement, de rassurer son patron sur le pourquoi de sa toilette, mais soupçonneux, ce dernier, pour en avoir le cœur net, fait un saut au magasin et constate que les billets sont bien dans la caisse… mais, de retour au cabaret, il constate qu’ils sont faux ! Cependant il se tait car ce n’est pas le moment de faire un scandale en présence d’amis et il ne souhaite pas éveiller les soupçons de son épouse qui le sait coureur de jupons.
La nuit s'écoule. À l'aube, Marcel raccompagne Françoise chez elle pour la mettre au lit en lui promettant de rester avec elle ce jour de Noël. Une passion aussi brève que violente les unit le temps d'une nuit. Au matin du deuxième jour, avant de prendre son avion à destination de Rio, Marcel finit par lui avouer qu’il est un faussaire international et ne saurait rester trop longtemps au même endroit pour échapper à ses éventuels poursuivants et à la police, toujours aux aguets quand passe un type comme lui. Ainsi, la robe qu'il lui a offerte a été payée avec de faux billets.
Françoise n'a plus qu'à pleurer sur ses rêves perdus et à prouver son honnêteté. Elle retourne au magasin avant l’ouverture, remet la robe à sa place en vitrine, fait disparaître de la caisse les faux billets de son escroc de prince charmant et abandonne son poste de vendeuse pour éviter les assiduités de son patron menaçant. Rentrée chez elle, Françoise découvre les billets que Marcel lui avait laissés avant de partir, les détruit ne sachant pas que, cette fois, il s’agissait de vrais billets ! Le réveil est bien amer.

## Fiche technique
- Réalisation : Roger Richebé, assisté de Pierre Gaspard-Huit
- Adaptation : Roger Richebé d'après un scénario original de Jacques Sigurd
- Dialogues : Georges Neveux
- Photographie : Michel Kelber
- Cadreur : Henri Tiquet
- Montage : Yvonne Martin
- Musique : Henri Verdun, José Padilla
- Décors : Robert Dumesnil assisté de Georges Richard et Jacques Brizzio
- Costumes : Jacques Griffe
- Son : Tony Leenhardt
- Maquillage : Marcel Bordenave
- Script girl : Marcelle Hochet
- Photographe de plateau : Roger Corbeau
- Régie générale : Jacques Pignier
- Directeur de production : André Deroual
- Société de production : Les Films Roger Richebé
- Tournage : Aéroport du Bourget, Aérogare des Invalides et Studio de Neuilly
- Pays de production :  France
- Langue de tournage : Français
- Format : Noir et blanc — 35 mm — 1,37:1 — Son : Mono
- Genre : Film dramatique
- Durée : 99 minutes (1 h 39)
- Date de sortie : 
  - France : 1er avril 1953
- Affiche : Macario Gómez Quibus (Espagne)

## Distribution
- Jean Marais : Marcel Dulac
- Dany Robin : Françoise Letanneur
- Louis Seigner : M. Paul
- Micheline Gary : Monique
- Frédérique Nadar : Irène
- Gisèle Grandpré : Mme Paul
- Cécilia Bert : la dame de la dispute
- Jacques Courtin : un employé
- Jacques Denoël : le livreur
- Jacques Eyser : l'avocat
- Sylvie Rameau : la femme de l'avocat
- Nicole Rozan : la cliente revêche
- Robert Seller : le dîneur
- Gérard Buhr
- Yvonne Martin[1]
- Danseuse : Rosanne Richard avec les Girls de Miss Baron

## Analyse et box-office
- Ce conte moderne, sorte de Cendrillon d'un soir de réveillon, est un film poétique où le rêve côtoie la dure réalité de la vie. L’histoire est charmante mais, si Roger Richebé[2] s’applique à soigner sa mise en scène, son film souffre de l’absence de la patte d’un grand réalisateur qui l’aurait porté bien plus haut. Le résultat est finalement bien terne[réf. souhaitée]. Le plus étonnant en est le dénouement : Roger Richebé, réalisateur et producteur, donne à son film une fin triste (mais cohérente toutefois) que probablement aucun producteur classique n’aurait acceptée.
- Le couple Jean Marais - Dany Robin, réuni pour la deuxième fois après Julietta de Marc Allégret en cette année 1953, assure la réussite du film auprès du grand public, Marais jouant d'un naturel gai et sympathique, auprès d'une Dany Robin délicieuse et attendrissants de naïveté[3].
- Box-office France 1953 : 1,43 million d'entrées